# Fiat Mobi
Fiat Mobi — городской автомобиль, выпускаемый с 2016 года итальянским производителем Fiat.

## Описание
В ноябре 2014 года начали распространяться слухи о городском автомобиле под кодовым обозначением Project 341 или же X1H, производство которого должно было начаться в 2016 году. Сборка автомобиля Fiat Mobi началась 13 апреля 2016 года.
Модель является заменой Fiat Mille и Fiat Uno в комплектации Vivace. Конкурентами автомобиля являются Volkswagen up! и Renault Kwid. По габаритам автомобиль ниже Fiat Uno и Fiat Palio, но больше, чем Fiat 500.
Внешне модель напоминает Fiat Panda, но радиаторная решётка позаимствована у родственных моделей Fullback, Toro и Tipo. Mobi выпускается в комплектациях Mobi Easy, Mobi Easy Pack Top и Mobi Way.
Цены варьируются от 231700 песо.

## Технические характеристики
Изначально Fiat Mobi оснащался 1,0-литровым четырёхцилиндровым двигателем FIRE Evo Flex мощностью 73—75 л. с. при 6250 об/мин и крутящим моментом 93—97 Н⋅м при 3850 об/мин, работающим на этаноле. Двигатель сочетался в паре с пятиступенчатой механической трансмиссией. С 2022 года автомобиль оснащается 1,0-литровым трёхцилиндровым двигателем Firefly, который сочетается в паре с автоматической трансмиссией. Передние тормоза автомобиля дисковые.

## Продажи
| Год                | Бразилия | Мексика | Аргентина | Уругвай |
| ------------------ | -------- | ------- | --------- | ------- |
| 2022               | 72,760   | 1,605   | 2,393     | 3       |
| 2021               | 65,855   | 3,441   | 1,071     | 932     |
| 2020               | 46,617   | 2,549   | 3,138     | 229     |
| 2019               | 53,444   | 3,545   | 5,264     | 679     |
| 2018               | 49,491   | 4,516   | 12,435    | N/A     |
| 2017               | 54,270   | 5,265   | 16,910    | N/A     |
| 2016               | 28,731   | N/A     | 3,250     | N/A     |
| Промежуточный итог | 371,168  | 20,921  | 44,461    | 1,843   |
| Всего              | 438,393  |         |           |         |